# Toco (Trinidad y Tobago)
Toco es una localidad de Trinidad y Tobago, que forma parte de la región de Sangre Grande.

## Geografía
La localidad abarca parte de la isla Trinidad y limita al norte con el mar Caribe, al sur con Cumana, al este con el océano Atlántico y al oeste con Mission.

## Demografía
Datos demográficos de la localidad de Toco:
| Gráfica de evolución demográfica de Toco entre 2000 y 2011 |
|                                                            |